# Alice's Curious Labyrinth
Alice's Curious Labyrinth est un labyrinthe végétal qui se trouve dans la section britannique de Fantasyland du parc à thème français Disneyland Paris. Le 16 juin 2016, une nouvelle version de cette attraction Alice in Wonderland Maze ouvrit avec le reste du parc Shanghai Disneyland.

## Description du labyrinthe
Ce labyrinthe est divisé en deux sections et plusieurs sous-parties. La première section met en scène les aventures d'Alice dans le pays des merveilles juste avant sa rencontre avec la Reine de Cœur. La seconde section (appelée The Queen of Heart's Maze) est centrée sur cette rencontre.
Le voyage d'Alice se découpe en plusieurs séquences qui reprennent des scènes du film : 
- Le Bois de Tugley
  - L'entrée couverte évoque l'orée du bois après avoir quitté le chapelier fou dont la maison jouxte l'attraction mitoyenne Mad Hatter's Tea Cups. Le Chat du Cheshire trône dans un arbre et semble vouloir indiquer la direction aux visiteurs.
  - La forêt avec ses nombreuses portes de tailles différentes et ses panneaux indicateurs (en anglais et en français) contradictoires.
  - Les fontaines avec leurs jets d'eau bondissants.
  - La retraite de la Chenille Bleue fumant son narguilé.
  - Une spirale s'enfonçant en son centre au milieu de laquelle trône le Dodo et entouré d'animaux marins. Dans cette scène, The Caucus Race, le rocher central peut être tourné par les visiteurs, le Dodo, lui, tourne dans le sens contraire au rocher.
  - Un flanc de colline accueille le portrait en parterre de fleurs du visage du Chat du Cheshire et dont les yeux tournent.
  - La scène du Cheshire Cat Walk, sans décoration particulière, mène tout droit à une photolocation.
- Le « centre » du labyrinthe est marqué par la scène des cartes-soldats, Halfway Plaza, repeignant les roses blanches en rouge. Depuis ce lieu il est possible de rentrer dans la seconde section (Queen of Heart's Maze), de sortir de l'attraction ou de rejoindre directement le château de la reine de cœur. Il est possible de se faire prendre en photo avec le corps d'une carte-soldat.
- Le Queen of Heart's Maze
  - Le labyrinthe de la Reine de Cœur est ponctué de reproductions animées de cartes-soldats et de la Reine de cœur tentant d'attraper les visiteurs.
  - Le château de la Reine de Cœur proposait dans les années 1990 un toboggan pour les plus petits (actuellement fermé) et pour les autres, un miroir déformant au rez-de-chaussée et une vue imprenable sur Fantasyland du haut du château. Le Roi de cœur peut être aperçu dans l'un des étages sur la façade principale du château.

## L'attraction

### Parc Disneyland Paris
Le labyrinthe est basé sur les scènes et les personnages du dessin animé de Disney Alice au pays des merveilles (1951), particulièrement sur la rencontre entre Alice et la Reine de Cœur, dont la scène comporte un labyrinthe similaire. Le but de l'attraction est d'arriver au château de la Reine de Cœur, d'où on observe un panorama de Fantasyland.
Vu du ciel, le labyrinthe a la forme du corps du « Chat du Cheshire », la tête étant représentée par le parterre de fleur du visage du chat.
- Ouverture : 12 avril 1992
- Conception : Walt Disney Imagineering, Adrian Fisher
- Superficie : environ 2 000 m2
- Longueur du chemin : environ 370 m.
- Durée approximative : 15 à 20 min. (à une allure normale)
- Type d'attraction : labyrinthe végétal
- Situation : 48° 52′ 28″ N, 2° 46′ 28″ E

### Parc Shanghai Disneyland
Alors que la version de Disneyland Paris s'inspirait de la version de 1951, l'attraction de Shanghai Disneyland elle s'inspire du film de 2010 de Tim Burton. Tout comme à Paris, le voyage d'Alice se découpe en plusieurs séquences qui reprennent des scènes du film :
- Le Jardin d'Underland :
  - Le début du voyage nous permet de découvrir une terre pleine d'émerveillement, de mystère et de danger. Le terrifiant Bandersnatch, les fleurs géantes et d'autres créatures fantasques nous orientent vers une grotte secrète.
- Le Chat de Chesire
  - Dans la grotte, le Chat du Cheshire nous accueille avec son grand sourire, en flottant devant nos yeux, il se charge de nous donner des conseils amusants avant de disparaître et réapparaître dans un nuage de fumée.
- Le jardin de la Reine Rouge
  - Les arches en forme de cœur, les cartes-soldats  et les rosiers rouges nous indiquent tous que nous sommes arrivés à la cour de la Reine Rouge. On peut monter à la tour pour un aperçu de la scène de goûter final ou s'arrêter au trône de la Reine pour se faire prendre en photo. Passer devant les miroirs différents nous assurera d'avoir des têtes dignes de celle de la Reine.
- Le Labyrinthes de haies
  - Bien qu'ici tous les moyens sont à la Reine, il faut utiliser notre la tête tant qu'on le peut encore pour retrouver notre chemin à travers le labyrinthe complexe formé par les grandes haies. A gauche ou à droite ? Tous les chemins sont bons pour rejoindre le goûter de non-anniversaire.
- Le Goûter
  - Après avoir émergé du labyrinthe, on peut célébrer notre victoire avec les éléments interactifs de la scène : les théières sifflantes, les gâteaux et les tasses farfelues empilées. On peut également poser pour des photos sous les "chapeaux" créés par le Chapelier fou en personne !

- Ouverture : 16 juin 2016
- Conception : Walt Disney Imagineering
- Durée approximative : 15 à 20 min. (à une allure normale)
- Type d'attraction : labyrinthe végétal
- Situation : 31° 08′ 47″ N, 121° 39′ 20″ E